# SentinelOne
SentinelOne — американский стартап в области кибербезопасности, базирующийся в Маунтин-Вью (Mountain View), штат Калифорния (California). Компания была основана в 2013 году Томером Вайнгартеном (Tomer Weingarten), Альмогом Коэном (Almog Cohen) и Эхудом «Уди» Шамиром (Ehud «Udi» Shamir).
В компании работают около 970 сотрудников и имеют представительства в Маунтин-Вью (Mountain View), Бостоне, Токио и Тель-Авиве. Компания использует систему компьютерного обучения для мониторинга персональных компьютеров, технологию «Интернет вещей» и облачных вычислительных нагрузок. Платформа компании использует эвристическую модель, в частности запатентованный поведенческий ИИ. Компания сертифицирована в соответствии с требованиями AV-TEST.

## Финансирование
В 2021 году компания привлекла 267 млн долларов США при оценке в $3,1 млрд долларов США. Во время IPO стоимость акции составляла до $31-$32. Объём выпуска должен был составить 32 млн ценных бумаг. В результате, компания осуществила IPO по цене $35 за 35 млн акций. Это позволило привлечь более 1,2 млрд долларов США. Рыночная стоимость SentinelOne составляет $8,87 млрд.

## Приобретения
В феврале 2021 года компания SentinelOne объявила о поглощении американской облачной платформы для анализа данных Scalyr за 155 миллионов долларов США.

## Официальный сайт
sentinelone.com — официальный сайт SentinelOne